# Lemurodendron capuronii
Genre
Espèce
Synonymes
- Piptadenia belini Capuron[2]
- Piptadeniastrum belini Capuron[2]

Lemurodendron capuronii est une espèce de plantes à fleurs dicotylédones de la famille des Fabaceae, sous-famille des Mimosoideae, originaire de Madagascar. C'est l'unique espèce acceptée du genre Lemurodendron (genre monotypique).